# Festival international du film de comédie de l'Alpe d'Huez 2013
La 16e édition du Festival international du film de comédie de l'Alpe d'Huez organisé par l'Agence Tournée Générale, a eu lieu du 16 au 20 janvier 2013,.

## Le jury
- Florence Foresti[3] (présidente), Fred Testot, Raphaël Personnaz, Lucien Jean-Baptiste, Jérôme Commandeur et Clément Sibony.

## Nominations

### Longs-métrages en compétition
- Pas très normales activités de Maurice Barthélemy •  France
- La Cage dorée de Ruben Alves •  France /  Portugal
- Une chanson pour ma mère de Joël Franka •  France /  Belgique
- Gambit : Arnaque à l'anglaise (Gambit) de Michael Hoffman •  États-Unis
- Mariage à l'anglaise (I Give It a Year) de Dan Mazer •  Royaume-Uni
- Workers de Lorenzo Vignolo •  Italie

### Longs-métrages hors compétition
- Vive la France de Michaël Youn •  France (Film d'ouverture du Festival)
- Pop Redemption de Martin Le Gall •  France
- Hôtel Transylvanie (Hotel Transylvania) de Genndy Tartakovsky •  États-Unis
- 20 ans d'écart de David Moreau •  France (Film de cloture du Festival)

### Série TV de Comédie
- Lazy Company

## Palmarès

### Grand Prix Orange cinéma séries
- Mariage à l'anglaise (I Give It a Year) de Dan Mazer •  Royaume-Uni

### Prix Spécial du Jury
- Pas très normales activités de Maurice Barthélemy •  France

### Prix du public Virgin Radio
- La Cage dorée de Ruben Alves •  France /  Portugal

### Prix d'Interprétation Féminine
- Chantal Lauby pour son interprétation de Solange dans La Cage dorée

### Prix du Court-métrage Orange cinéma séries
- Monsieur Leroy de Charles Henry •  France